# Okary Lenderborg
Pedro Okary Lenderborg (Santo Domingo, 16 febbraio 1972) è un ex cestista dominicano.

## Carriera
Con la Rep. Dominicana ha disputato due edizioni dei Campionati americani (1997, 1999).